# Дзежботкі
Дзежботкі (пол. Dzierzbotki) — село в Польщі, у гміні Кавенчин Турецького повіту Великопольського воєводства.
Населення — 148 осіб (2011).
У 1975-1998 роках село належало до Конінського воєводства.

## Демографія
Демографічна структура станом на 31 березня 2011 року:
|          | Загалом | Допрацездатний вік | Працездатний вік | Постпрацездатний вік |
| -------- | ------- | ------------------ | ---------------- | -------------------- |
| Чоловіки | 64      | 10                 | 42               | 12                   |
| Жінки    | 84      | 18                 | 45               | 21                   |
| Разом    | 148     | 28                 | 87               | 33                   |